# Sommaripa
La família o casa Sommaripa és una nissaga veneciana d'origen francès, que governà les illes gregues de Paros i Andros durant el període de la Llatinocràcia a les Cíclades. El cap de família era Gaspar Sommaripa, un noble del ducat de Naxos que va esdevenir Senyor d'Andros en casar-se amb Maria Sanudo el 1390. Maria era membre de la Casa de Sanudes i filla dels ducs de l'arxipèlag Nicolau II Sanudo i Fiorenza I Sanudo. El matrimoni fou imposat pel nou duc de l'Arxipèlag, Francesc I Crispo, en compensació per la pèrdua d'Andros (1383), que va entregar a la seva filla Petronela com a dot. Gaspar Sommaripa va morir el 1402 i Maria Sanudo el 1426, i Paros va ser heretada pel seu fill Crusino I Sommaripa. A la mort del marit de Petronela, Crusino va reclamar l'illa d'Andros a la cort de Venècia. Crusino Sommaripa va morir el 1462 concedint Paros i la Triarquia de Negrepont al seu fill gran Nicolau I Sommaripa, i l'illa d'Andros al seu altre fill Domenico Sommaripa.